# Powstanie Busziri
Powstanie Busziri (także Rebelia Abusziriego) – antyniemieckie powstanie muzułmanów pod wodzą Busziriego Ibn Salima, byłego handlarza i właściciela plantacji na wschodnim wybrzeżu Afryki trwające w latach 1888–1889.

## Opis
W sierpniu 1888 Niemcy dokonali zamiany flagi w Pangani, zdejmując sztandar sułtana Zanzibaru, a wieszając własny. Fakt ten wzmógł niezadowolenie, na które miały wpływ także ingerencje Niemiec i Wielkiej Brytanii w miejscowy handel (niewolnikami, kością słoniową, kauczukiem) oraz nieodpowiednie zachowania Europejczyków w meczetach. Przeciwko powstańcom Niemcy wysłali oddział płatnych najemników sudańskich dowodzonych przez oficerów niemieckich pod wodzą Hermanna von Wissmana. Dzięki nawiązaniu współpracy z Brytyjczykami w Afryce Wschodniej Wissmanowi udało się odeprzeć powstańców i zablokować wybrzeże, odcinając Busziriemu drogi zaopatrzenia w broń. Powstanie zakończyło się klęską muzułmanów. Busziri został pojmany i powieszony, natomiast Wissman dostał tytuł szlachecki i stopień generała oraz tytuł gubernatora Niemieckiej Afryki Wschodniej.